# Église Saint-Joseph de Strasbourg
Pour les articles homonymes, voir Église Saint-Joseph.
L’église Saint-Joseph est une église catholique du  quartier de Koenigshoffen, dans la commune française de Strasbourg, dans le département du Bas-Rhin.

## Histoire
En 1896, le quartier de Koenigshoffen se développant rapidement, deux concours sont envisagés pour construire dans le quartier une église catholique et une luthérienne. La décision du conseil municipal ouvrant le concours est prise le 5 mai 1897. Pour l'église catholique, trois projets sont déposés. C'est celui des architectes Franz Lütke et Heinrich Backes, qui ont déjà collaboré à de nombreuses reprises dans la ville de Strasbourg, qui est choisi par le conseil municipal le 12 janvier 1898,.
Entre la publication du projet et son adoption par le conseil municipal, l'évêché avait en partie amendé le projet, proposant à l'architecte l'ajout d'une rosace au-dessus du portail central, la valorisation des bas-côtés (réduits dans le projet réalisé à une fonction de passage) et l'adjonction d'une armoire réservée au matériel liturgique ; seule cette dernière modification est retenue par les architectes.
Les travaux, prévus pour durer un peu plus de deux ans, commencent le 30 avril 1899 avec la pose de la première pierre par Mgr Adolf Fritzen.
Parmi les projets non retenus, se trouve en particulier celui de l'architecte Johann Knauth, rendu célèbre par les actions de sauvegarde menées sur la tour nord de la cathédrale.
Les travaux avancent rapidement et l'église est ouverte au culte dès le 17 février 1901 ; elle est officiellement consacrée en août 1901 par Mgr Marbach, évêque coadjuteur de Strasbourg, en présence de Mgr Fritzen.

## Architecture

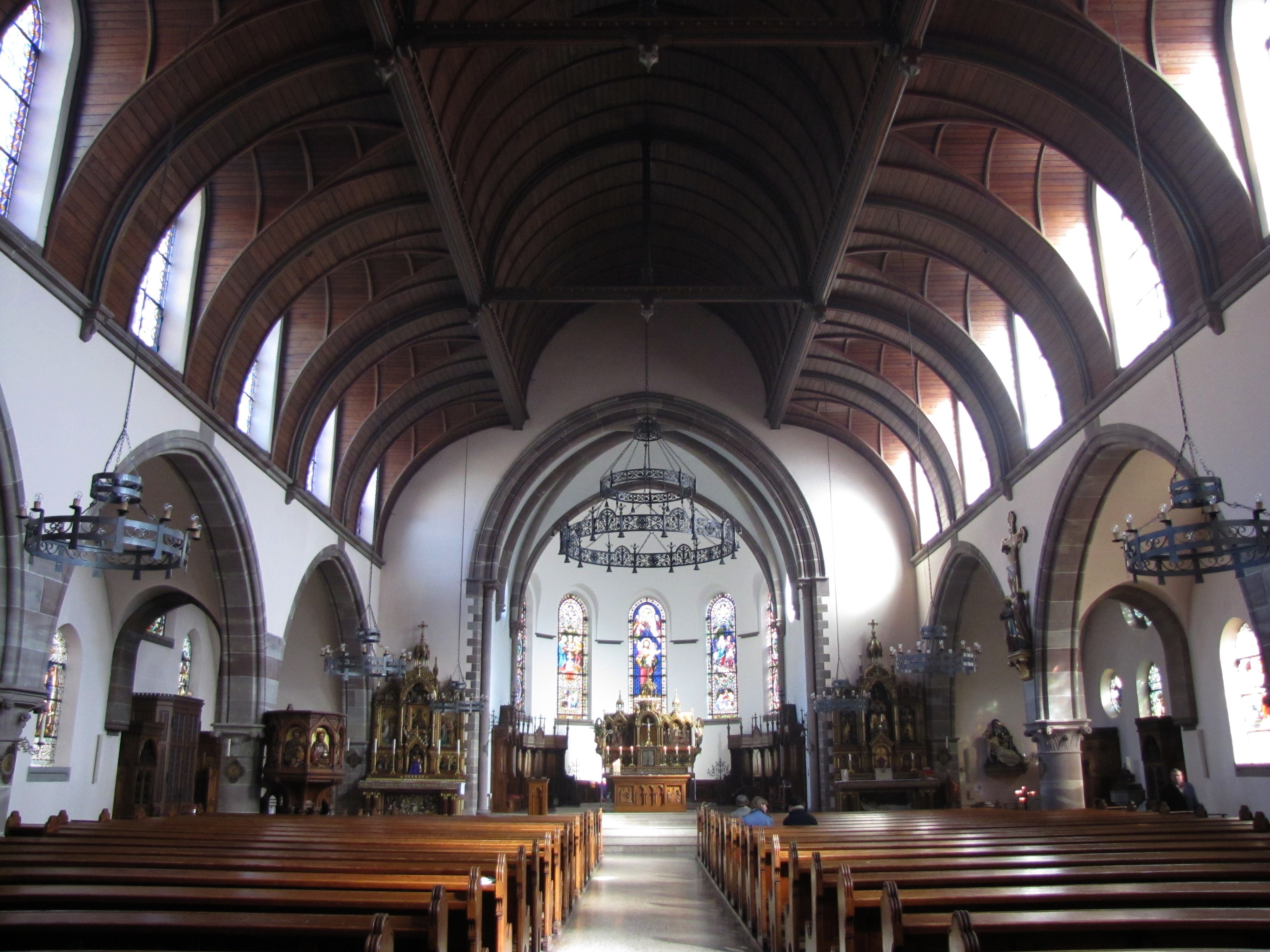
L'intérieur de l'église, vu de l'entrée vers le chœur, avec la nef et les deux collatéraux.

L'église est orientée vers le nord. Sa façade asymétrique comporte un clocher de quarante-cinq-mètres à gauche (côté ouest) et un clocheton de vingt-deux mètres à droite (côté est). La nef est précédée d'un court narthex ; elle mesure trente-et-un mètres de longueur (quatre travées) pour quinze de largeur, et est flanquée de deux bas-côtés de 2,5 mètres de largeur de chaque côté. Au droit de la dernière travée, ces bas-côtés sont très légèrement plus large, esquissant ainsi un transept très peu marqué. Le chœur, dont le sol est légèrement plus haute que celui de la nef, mesure douze mètres de longueur pour neuf de largeur. Il s'élève à 10,5 mètres de hauteur. La voûte de la nef présente la particularité d'être trilobée ; elle s'élève à seize mètres de hauteur.

### Ornementation
Les statues qui ornent l'église sont l'œuvre de Ludwig Moroder. Les vitraux ont été réalisés dans les ateliers des frères Ott, selon un dessin conçu par Martin Feuerstein.